# Beljina (Barajevo)
Beljina (Servisch cyrillisch: Бељина) is een plaats in de Servische gemeente Barajevo. De plaats telt 810 inwoners (2002).